# Polarografia

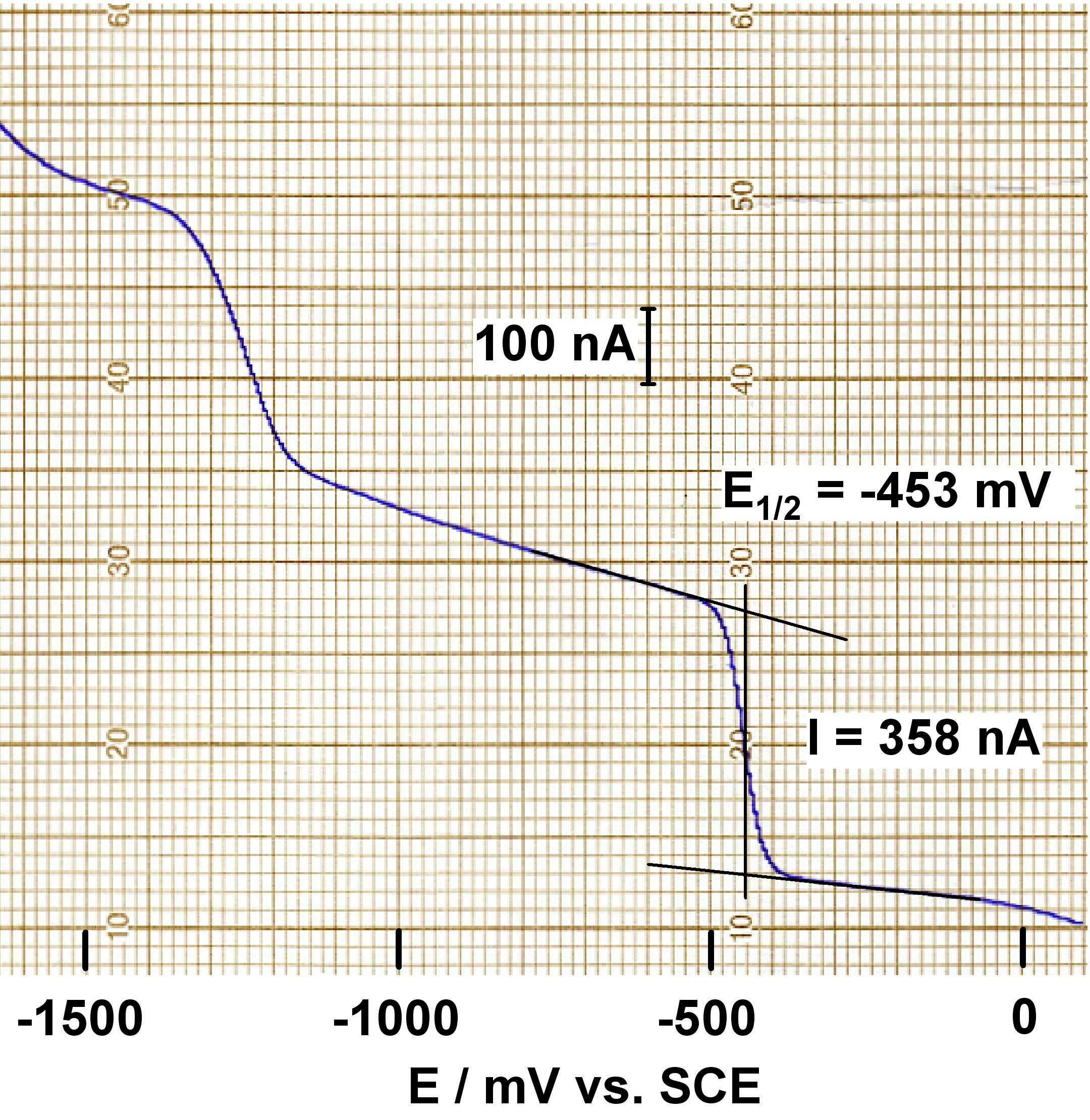
Wynikiem analizy polarograficznej jest polarogram – wykres w układzie współrzędnych natężenie prądu elektrycznego–napięcie
Położenie „fali polarograficznej” (potencjał rozkładowy) umożliwia identyfikację jonu, a jej wysokość – wyrażona w jednostkach natężenia prądu – jest proporcjonalna do stężenia jonów (do różnicy między stężeniem w głębi roztworu i przy powierzchni elektrody kroplowej, gdzie zbliża się do zera)

Polarografia – część woltamperometrii, elektrochemiczna metoda analityczna polegająca na przyłożeniu liniowo wzrastającego potencjału elektrycznego do kroplowej elektrody rtęciowej będącej elektrodą pracującą z cyklicznie odnawiającą się w trakcie pomiaru powierzchnią i rejestracji natężenia prądu płynącego przez nią. Wartość natężenia prądu jest proporcjonalna do stężenia obecnej w roztworze substancji ulegającej utlenieniu lub redukcji. Krzywa zależności natężenia prądu od liniowo rosnącego potencjału, rejestrowana za pomocą aparatu zwanego polarografem, w postaci tzw. krzywej polarograficznej, pozwala zidentyfikować substancję badaną i określić jej stężenie.
Stosowanie w tej metodzie tylko jednego z używanych w woltamperometrii rodzaju elektrody pracującej uzasadnia uznanie jej zgodnie z zaleceniami IUPAC za część woltamperometrii. Sama polarografia jest jednak starsza niż woltamperometria, gdyż praktycznie była zastosowana już na początku XX wieku przez Jaroslava Heyrovskiego, noblisty z roku 1959.